# Laporte, Kolorado
Laporte (v starejših virih tudi »LaPorte« ali »La Porte«), je naselje (census-designated place) v okrožju Larimer v Koloradu, ZDA. Po oceni Statističnega urada ZDA iz leta 2010 je imelo tedaj 2.458 prebivalcev.

## Lega
Laporte se nahaja ob reki Cache la Poudre, severozahodno od Fort Collinsa, blizu kraja, kjer reka priteče z vznožja Skalnega gorovja. Ameriška avtocesta Route 287 poteka vzdolž severnega roba naselja in je speljana proti jugovzhodu do 10 km oddaljenega Fort Collinsa, 93 km proti severozahodu je Laramie v Wyomingu.

## Zgodovina
Območje današnjega naselja so prvi odkrili francosko-kanadski lovci na kožuhovinarje in gorjani. Pomenilo je izhodišče za višavje severno od reke South Platte, ki se razteza od ravnine vse do celinskega razvodja. Nastavljalci pasti so tukaj zgradili svoje prve koče ob reki že leta 1828, zaradi česar naj bi bil Laporte prvo naselje v okrožju Larimer. Po legendi je skupina trgovcev s krznom pred zimo svoje zaloge (vključno s smodnikom) hranila v skrivališču ob reki blizu današnjega Laporteja in tako je reka dobila francosko ime Cache la  Poudre. Leta 1844 se je tu naselil Antoine Janis, ki ga pogosto navajajo kot prvega stalnega belega naseljenca severno od reke Arkansas. Skupina gorjanov, lovcev in nastavljalcev pasti je v Laporteju zgradila svojo postojanko za odkup krzna in prvo trgovino. Naselbina se je povečala, ko se je ob reki in v dolini naselilo 150 miroljubnih Arapahov. Naselje so poimenovali lovci na kožuharje, mnogi z indijanskimi ženami, ki so se na tem območju za stalno naselili sredi 19. stoletja. Ime La porte v francoščini pomeni »vrata«.
Pozimi leta 1848 so Kit Carson in njegovi traperji nadalje izkrčili območje ob reki. Leta 1860 je bila uradno ustanovljena prva naselbina, imenovana Colona, ki je bila leta 1861 razglašena za sedež okrožja. Leta 1862 so Colono preimenovali v Laporte.
Laporte je postal najpomembnejša naselbina severno od Denverja, v kateri so bili med drugim tudi poštni urad, postajališče za kočije in okrožno sodišče. Leta 1862 je ameriška kopenska vojska dala zgraditi utrdbo Fort Collins ob reki, da bi zaščitila stezo kočij pred napadi ameriških indijancev. Istega leta je Laporte Townsite Company uradno od državnih oblasti zahtevala 1.280 akrov (5,2 km2) zemljišča, potrebnega za širitev naselja. Leta 1863 je bila 13. kansaška prostovoljna pehota nameščena v Laporteju in je delovala kot zaščita čezcelinske steze do Virginia Dale.
Prebivalci bližnjega Fort Collinsa, ki jih je vodil poslovnež Joseph Mason, so leta 1868 dosegli, da so sedež okrožja preselili v Fort Collins, mesto, ki se je razvilo v bližini in kasneje tudi na lokaciji nekdanje utrdbe.